# Hakea circumalata
Hakea circumalata är en tvåhjärtbladig växtart som beskrevs av Meissn.. Hakea circumalata ingår i släktet Hakea och familjen Proteaceae. Inga underarter finns listade i Catalogue of Life.